# 趙永亨
趙永亨（？—？年），字世雍，河南開封府杞縣人，民籍。明朝政治人物。

## 生平
正德八年（1513年）癸酉科河南乡试舉人，九年（1514年）联捷甲戌科三甲第十名進士，六月选授贵州道試监察御史，十一年巡按陕西，丁忧归。服阕，十五年四月復除广东道御史，十六年（1521年）八月升陕西按察司佥事。